# Abbacadabra (comédie musicale)
Pour les articles homonymes, voir Abracadabra (homonymie).
Abbacadabra est un « conte musical » pour enfants créé pour la télévision par Alain et Daniel Boublil et réalisé par Robert Réa qui a été diffusé en neuf parties de 5 à 10 minutes environ pendant les vacances de Noël dès le 21 décembre 1983 sur TF1. La musique est celle des chansons du groupe suédois ABBA. Ils réaliseront aussi sa suite  La fusée de Noë.

## Historique
Parmi les interprètes adultes se trouvent Fabienne Thibeault, Daniel Balavoine, Plastic Bertrand, Frida (seule membre d'ABBA présente), Maurice Barrier, Daniel Boublil (sous le pseudonyme de Daniel Beaufixe), Francoise Pourcel (sous le pseudonyme de Marie Framboise), Catherine Ferry.
Les enfants sont joués par Stéphane Le Navelan (soliste des Petits Chanteurs d'Asnières), Stéphane Boublil (le fils d'Alain), Clémentine Autain, Emmanuelle Pailly (doubleuse, entre autres, de dessins animés japonais), Claire d'Asta, et les Petits Chanteurs d'Asnières pour les chœurs.
De ce conte, naîtra un 33 tours réunissant les interprètes de la création télévisée. Les chansons Mon nez, mon nez, mon nez (Money, Money, Money) interprétée par Plastic Bertrand, Belle (un des titres phares du disque avec un duo de Daniel Balavoine et Frida), L'Enfant Do et Tête d'allumette sortiront en single. Plus tard, Gare au loup (Waterloo), avec Léa Drucker, qui remplacera Clémentine Autain, sortira en single, courant 1984.
Cameron Mackintosh décide de produire une version anglaise de la comédie musicale, avec des textes de David Wood et Don Black. La première a eu lieu le 8 décembre 1983 au Lyric Hammersmith Theatre, à Londres. Parmi les interprètes de l'édition anglaise, on trouve Elaine Paige, Michael Praed, Finola Hughes et Jenna Russell (en).

## Synopsis
Le jour de la remise des diplômes, quatre jeunes enfants sont mis en retenue par leur directrice pour leur comportement de cancres. Ils sont chargés de ranger la bibliothèque de l'école en deux heures. Décidant de commencer par les contes de fées, ils font tomber une grosse pile de livres. Apparaissent alors, sortant des pages, des héros de contes de fées :
- Alice ;
- Blanche-Neige ;
- Cendrillon ;
- Aladin ;
- Barbe-Bleue ;
- Le Petit Prince ;
- Pinocchio.

Ceux-ci révèlent aux enfants qu'ils ont été faits prisonniers par Carabosse, puissante sorcière, dans ces livres. Après avoir trouvé le « Livre magique », qui doit pouvoir les aider à se protéger de leur geôlière, ils proposent aux élèves de les accompagner au « Pays merveilleux », leur contrée, jusqu'au château de la Belle. Celle-ci doit être réveillée afin de donner un grand bal. Ils pensent que leur parcours jusqu'au château ne sera pas trop dangereux, même s'il leur faudra se méfier des pièges tendus par Carabosse pour les récupérer. Toutefois, le Prince les laisse en chemin pour partir voir sa rose.
Carabosse, dans le « Pays merveilleux », a une émission culinaire de télévision, le « Carabosse super show ». Elle désire récupérer et enregistrer sur cassette les héros échappés, afin de les inclure dans son show. Pour cela, ses séides utilisent les défauts des différents personnages. Pinocchio est piégé par sa mythomanie, Aladin par sa paresse, Blanche-Neige par son narcissisme, et Barbe-Bleue et Cendrillon par leur comportement de séducteurs. Pendant la récupération de ses « vedettes », Carabosse anime son émission de cuisine.
Après que la plupart des personnages ont été enregistrés et capturés sur cassette, le reste de la bande, excepté l'un des enfants, est fait prisonnier. Le dernier enfant, John, resté seul dans le noir et le froid, finit par trouver assez de courage pour aller chercher le Prince. Tous deux reviennent alors dans les studios de Carabosse pour délivrer leurs amis. Ils arrivent ensuite chez la Belle, qui est réveillée par le Prince. Une fois le bal fini, les enfants rentrent dans le monde réel, poursuivis par Carabosse. Ils finissent par la capturer dans un livre de cuisine.
Sur ce, la directrice revient. Bien qu'ils n'aient rien rangé dans la bibliothèque, elle les autorise, « même si ça ne vous concerne pas », à assister à la remise des diplômes, qui est suivie par une grande fête.

## Distribution
- Blanche-Neige : Fabienne Thibeault
- Petit Prince : Daniel Balavoine
- Pinocchio : Plastic Bertrand
- Belle : Frida
- Barbe-Bleue / le professeur de mathématiques : Maurice Barrier
- Aladin : Daniel Beaufixe (Daniel Boublil)
- Cendrillon : Marie Framboise (Françoise Pourcel-Boublil, femme d'Alain)
- Alice : Catherine Ferry
- Carabosse / la directrice : Marie-France Roussel
  - Les enfants :
- Stéphane Le Navelan (comédien et soliste du groupe Les Petits Chanteurs d'Asnières, Les Poppys),
- Stéphane Boublil (chanteur et comédien),
- Clémentine Autain (comédienne),
- Emmanuelle Pailly (comédienne)
- Chœurs et bande originale : Les Petits chanteurs d'Asnières, Les Poppys sous la direction de leur chef de chœur Jean Amoureux.

## Liste des chansons

### Abbacadabra (1983)
1. Les enfants : Qu'est-ce que je vais faire plus tard / What I'll Do It Later (When I Kissed The Teacher) (1 min 37 s)
Duo et chœur : Marie-France Roussel, Stéphane Le Navellan & Les Petits chanteurs d'Asnières
2. Les personnages de conte de fées : Délivrés / Issued (The Visitors) (4 min 20 s)
Quatuor : Maurice Barrier, Plastic Bertrand, Marie Framboise, Fabienne Thibeault
3. Tous : Abbacadabra (Take A Chance On Me) (3 min 31 s)
Solo et chœur : Catherine Ferry & Les Petits chanteurs d'Asnières
4. Pinocchio : Mon nez mon nez / My nose my nose (Money, Money, Money) (3 min 17 s)
Duo et chœur : Daniel Beaufixe, Plastic Bertrand & Les Petits chanteurs d'Asnières
5. Aladin : Tête d'allumette / Matchhead (Super Trouper) (3 min 20 s)
Solo et chœur : Daniel Beaufixe & Les Petits chanteurs d'Asnières
6. Carabosse : Carabosse super show (Dancing Queen) (4 min 05 s)
Solo : Marie-France Roussel
7. Blanche-Neige : Imagine-moi / Imagine Me (I Wonder (The Departure)) (3 min 55 s)
Solo : Fabienne Thibeault
8. Barbe-Bleue et Cendrillon : Pareils et mêmes / Same and Same (I Let The Music Speak) (4 min 21 s)
Duo : Maurice Barrier, Marie Framboise
9. John : L'enfant Do / The Child Fernando (Fernando) (3 min 17 s)
Solo et chœur : Stéphane Le Navellan & Les Petits chanteurs d'Asnières (Disque d'or)
10. Tous : Lâchez mes cassettes / Let Go of My Tapes (I'm A Marionette) (3 min 10 s)
Trio et chœur : Daniel Balavoine, Marie-France Roussel, Stéphane Le Navellan & Les Petits chanteurs d'Asnières
11. La Belle et le Prince : Belle / Beautiful (Arrival) (3 min 10 s)
Trio et chœur : Daniel Balavoine, Frida, Stéphane Le Navellan & Les Petits chanteurs d'Asnières (Disque d'argent)
12. Tous : Envoyez le générique / Send the Generic (Thank You For The Music) (3 min 50 s)
Trio et chœur : Maurice Barrier, Marie Framboise, Stéphane Le Navellan & Les Petits chanteurs d'Asnières

Bonus (1984)
1. Gare au loup / Beware the Wolf (Waterloo) (2 min 45 s)
Duo et chœur : Stéphane Le Navellan, Abbacadabra & Les Petits chanteurs d'Asnières
2. La planète amour / The Planet Is Love (Lay All Your Love On Me)
Trio et chœur : Claire d'Asta, Stéphane Boublil, Abbacadabra & Les Petits chanteurs d'Asnières

- Chef de chœur Jean Amoureux

### La Fusée de Noé (1983)
1. Capitaine / Captain (4 min 43 s) (A. Boublil et D. Boublil)
Duo et chœur : Henri Salvador, Abbacadabra & Les Petits chanteurs d'Asnières
2. La fusée de Noé / The Rocket of Noah (3 min 46 s) (A. Boublil et J.M. Natel/D. Boublil)
Solo et chœur : Abbacadabra & Les Petits chanteurs d'Asnières
3. Ben, je suis ton ami / Well, I'm Your Friend (2 min 32 s) (Don Black et S. Walter - Adaptation française : A. et D. Boublil)
Duo et chœur : Stéphane Le Navellan, Abbacadabra & Les Petits chanteurs d'Asnières
4. Les colombes de la guerre / Doves of War (4 min 01 s) (A. Boublil et J.M. Natel/D. Boublil)
Trio et chœur : Michel Dejeneff, Tatayet, Abbacadabra & Les Petits chanteurs d'Asnières
5. L'étoile filante / The Shooting Star (3 min 55 s) (A. Boublil et J.M. Natel/D. Boublil)
Solo : Mary Starlight
6. Petit génie / Genius (3 min 35 s) (A. Boublil et J.M. Natel/D. Boublil)
Trio : Clementine Autain, Stéphane Le Navellan, & Abbacadabra
7. La mouche du coche / Gadfly (3 min 15 s) (A. Boublil et J.M. Natel/D. Boublil)
Duo et chœur : Michel Leeb, Abbacadabra & Les Petits chanteurs d'Asnières (avec l'aimable autorisation des Disques Phonogram)
8. Elle viendra / She Will Come (3 min 37 s) (A. Boublil et D. Boublil)
Solo : Stéphane Le Navellan
9. O, Yé bananiers / O ye banana (3 min 37 s) (A. Boublil et D. Boublil)
Duo et chœur : Stéphane Collaro, Abbacadabra & Les Petits chanteurs d'Asnières
10. La planète amour / The Planet Is Love (3 min 28 s) (8. Andersson et B. Ulvaeus/ Adaptation française : A. et D. Boublil)
Solo et chœur : Abbacadabra & Les Petits chanteurs d'Asnières
11. J'ai rêvé / I Dreamed (2 min 40 s) (A. Boublil et D. Boublil)
Trio : Stéphane Le Navellan, Stéphane Boublil & Abbacadabra

- Éditeur : Éditions Musicales Alain Boublil
- Chef de chœur : Jean Amoureux
- Avec l'aimable autorisation : Éditions cas Sangs
- Réalisation : Alain Boublil, avec la complicité de Daniel Boublil
- Arrangements : Pino Marchese

## Récompenses
- Disque d'or pour le single L'Enfant Do.
- Disque d'argent pour Belle.